# Antonio Ruiz de Montoya

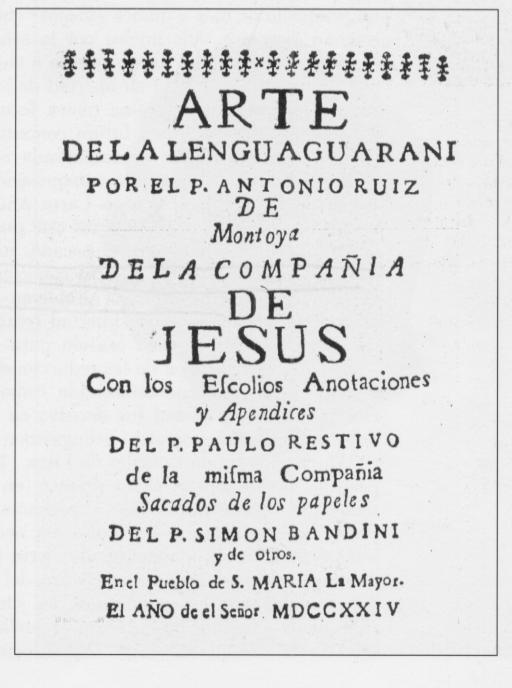
Capa de edição de 1724 da Arte da língua guarani de Antonio Ruiz de Montoya

Antonio Ruiz de Montoya (Lima, Peru, 1585 – 1652) foi um sacerdote jesuíta peruano. Notabilizou-se por seu trabalho missionário nos atuais territórios do Paraguai, Argentina, Uruguai e Brasil e por ter escrito e publicado, em 1640, o Tesoro de la lengua guaraní, um dicionário da língua guarani antiga.

## Biografia
Nasceu no dia 13 de junho de 1585, em Lima, no Peru. Sua mãe faleceu quando tinha apenas 5 anos de idade. Quando tinha 8 anos seu pai faleceu e foi entregue por seus tutores para o educandário jesuíta Real Colegio de San Martín, em Lima. 
Em 1606, ingressou na Companhia de Jesus como noviço. Estudou letras humanas, gramática, retórica, filosofia e teologia.
Em 1612, foi ordenado como sacerdote em Santiago del Estero (Argentina) e foi enviado para Assunção, onde começou a estudar a "Arte de gramática da língua mais usada na costa do Brasil", uma gramática da língua tupi, escrita por José de Anchieta. Poucos meses depois foi enviado para ajudar nas missões jesuíticas do Guaíra, no território que atualmente corresponde ao oeste do Estado do Paraná.

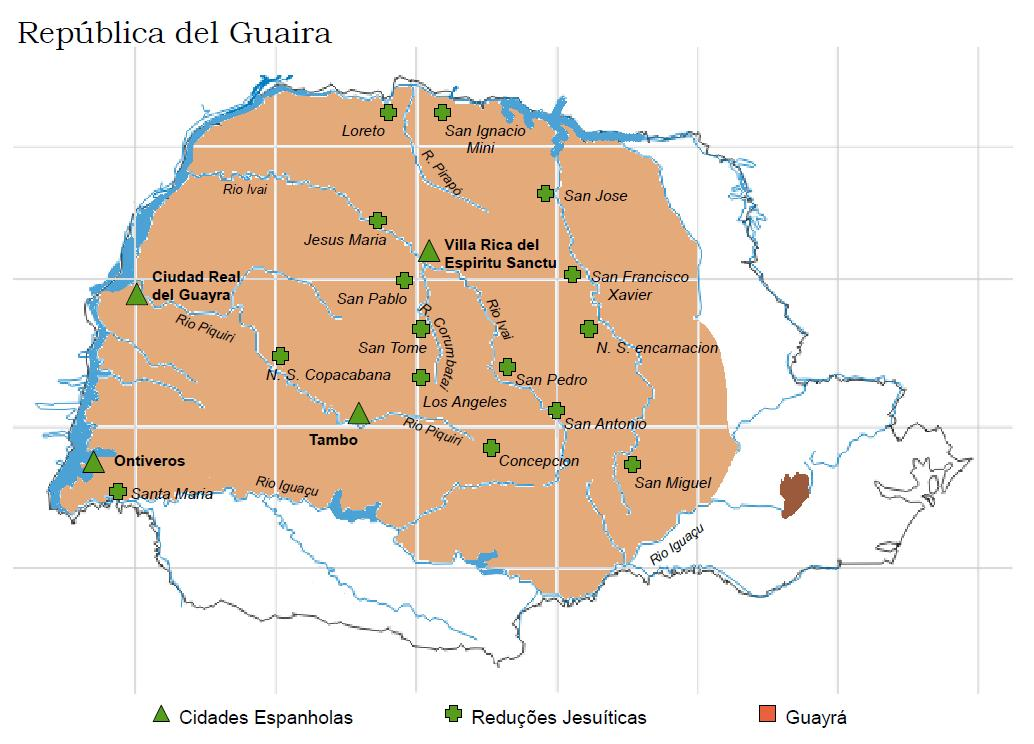
Mapa do estado atual do Paraná mostrando a região do Guayrá em marrom. Missões jesuítas estão marcadas com cruzes e assentamentos espanhóis com triângulos.

Foi na redução de Nuestra Señora de Loreto (Argentina), na época situada na margens do Rio Paranapanema, onde estudou a língua guarani antiga e aprendeu os costumes dos guaranis.

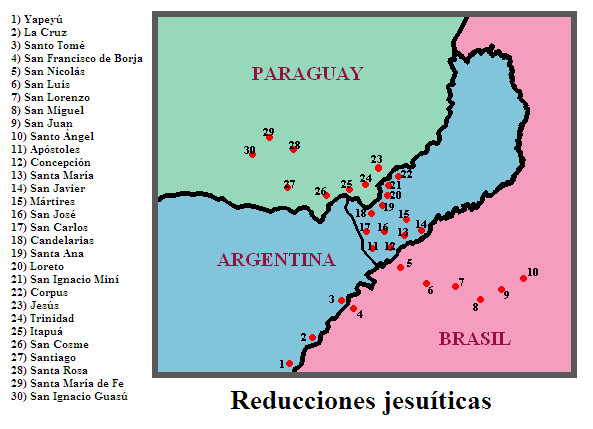
Mapa dos Trinta Povos das Missões, entre Paraguai, Argentina e o Rio Grande do Sul. Os Sete Povos na área cor de rosa.

O início de sua atuação como missionário entre os guaranis, ocorreu no contexto no qual foram promulgadas as Ordenanzas de Alfaro, em 11 de outubro de 1611, que tinham como objetivo evitar abusos praticados por "encomenderos" contra os nativos.
A partir de 1622, quando se tornou superior dos jesuítas daquela região, fundou 11 novas reduções.
Em 1629, liderou a fuga de 12.000 guaranis da província do Guayrá até a província de Misiones, dos ataques dos bandeirantes que pretendiam escravizá-los, na importante Batalha de M'Bororé, que impediu o avanço dos bandeirantes paulistas para as missões na região do Paraguai e da Argentina.
Em 1632, esses nativos refundariam às margens do Rio Yabebyry, no atual território argentino, as reduções de Nossa  Senhora do Loreto e de San Ignacio Miní. 
Em 1636, lhe foram designadas 26 reduções na região dos rios Paraná e Uruguai. Nesse período, teve que armar os índios guaranis para repelir os ataques dos bandeirantes. Em 1637, foi encarregado de se queixar ao rei da Espanha, Filipe IV, sobre os bandeirantes paulistas que atacavam as missões jesuítas em busca de índios para serem vendidos como escravos. Diz Vivaldo Coaracy, em sua obra "O Rio de Janeiro no século dezessete", na página 97, que os jesuítas do Paraguai, provavelmente com conhecimento e aquiescência dos do Brasil, resolveram enviar, a Roma e a Madri, duas delegações para conseguir, do papa e do rei, medidas que assegurassem seus objetivos. O padre Francisco Dias Taño foi enviado a Madri e Montoya iria a Roma, ambos como procuradores dos índios. Em novembro de 1638, Montoya chegou ao Rio de Janeiro a caminho da Europa, onde se queixaria das incursões dos bandeirantes e solicitaria o fornecimento de armas de fogo para que os habitantes das reduções pudessem se  defender. 
Permaneceu na cidade até abril de 1638. Em Madri, publicou várias obras, como o dicionário Tesoro de lengua guarany, a crônica Conquista espiritual hecha por los religiosos de la Compañía de Jesús en las provincias del Paraguay, Paraná, Uruguay y Tape e um catecismo em língua guarani.

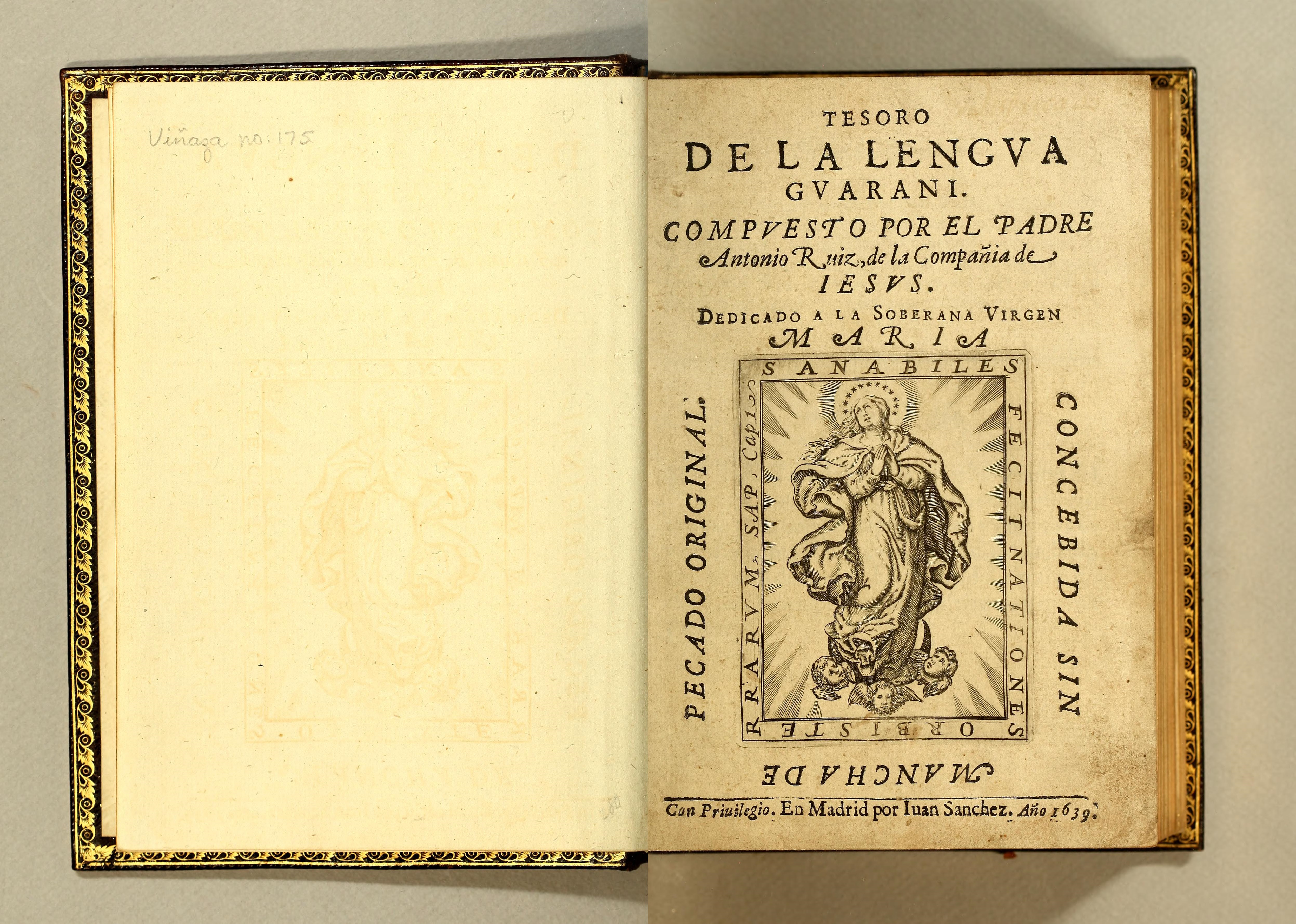
Tesoro de la Lengua Guaraní, 1639, escrito pelo jesuíta peruano Antonio Ruiz de Montoya. Foi o primeiro dicionário guarani-espanhol.

Em 1643, partiu do porto de Cádis rumo ao Peru. Tentou retornar para atuar nas reduções no Paraguai, mas problemas de saúde o obrigaram a retornar à Lima. Aproximadamente em 1648, publicou o tratado místico Silex del divino Amor y rato del ánimo en el conocimiento de la causa primera, atendendo a um pedido de seu amigo Francisco del Castillo de um método para orar.
No final de 1651, sete meses antes de sua morte, concluiu: "Apología en defensa de la doctrina cristiana escrita en lengua guaraní". Faleceu em 11 de abril de 1652. Seu amigo e discípulo Francisco del Castillo lhe deu a extrema-unção. Segundo alguns, seus restos mortais teriam sido transladados à província de Misiones; segundo outros, teriam sido depositados na Basílica Menor e Convento de São Pedro, em Lima.

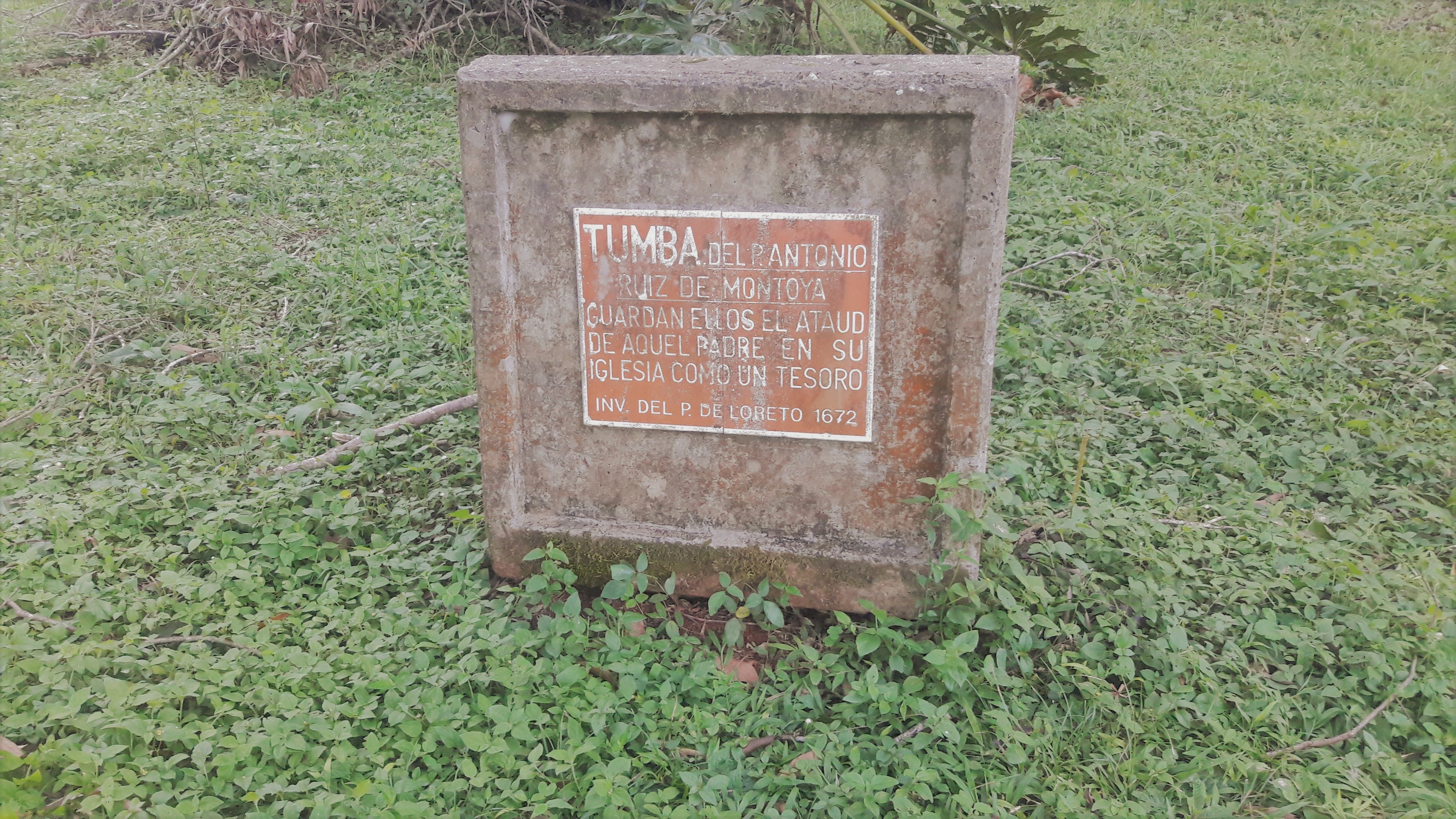
Tumba do Padre Antonio Ruiz de Montoya em Loreto, Provincia de Misiones, Argentina.

## Homenagens póstumas
Sua vida inspirou o filme britânico A Missão, de 1986. O nome do jesuíta também veio a denominar a Universidade Antonio Ruiz de Montoya de Lima.

## Missão jesuítica de São José
O padre Montoya foi um dos fundadores da redução jesuítica de San Joseph em 1625, localizada na antiga província espanhola do Guayrá e que atualmente é um sítio arqueológico denominado Sítio Arqueológico Fazenda Santa Dalmácia, em Cambé, cidade ao norte do estado brasileiro do Paraná.

## Obras
Edições em castelhano:
- Arte y vocabulario de la lengua guaraní (1640);
- Commentarii in materiam de peccatis;
- Sílex del amor divino[6];
- Arte de la lengua guarani (1724)[7]
- Catecismo de la lengua guarani (1640)[8]
- Conquista espiritual hecha por los religiosos de la Compañia de Jesus, en las Provincias del Paraguay, Parana, Vruguay y Tape (1639)[9][10]
- Tesoro de la lengua guaraní (1639)[11]

Edição em português:
- Conquista espiritual feita pelos religiosos da Companhia de Jesus nas províncias do Paraguai, Paraná, Uruguai e Tape[12]